# Stadmania leandrii
Stadmania leandrii är en kinesträdsväxtart som beskrevs av René Paul Raymond Capuron. Stadmania leandrii ingår i släktet Stadmania och familjen kinesträdsväxter. Inga underarter finns listade i Catalogue of Life.